# أنطونيا فيريرا
أَنطونيا أديلايد فيريرا (بالبرتغالية: Antónia Adelaide Ferreira‏) (1896-1811) وَغالباً ما يُشار إليها بالبُرتغالية بِـ"Ferreirinha"، وهيَ سيدة أعمال برتغالية عاشت في القرن التاسع عشر. وُلدت أنطونيا في الرابِع من حُزيران عام 1811 وعاشت وتَرعرعت في مدينة بيزو دي ريجو البرتغالية، تُوفيت أنطونيا في السادِس والعشرين من آذار عام 1896 في نَفس المَدينة. عُرفت أنطونيا بزراعة النَبيذ في المَيناء، كما كانَ لها دور في صناعة النبيذ في البُرتغال.

## حياتها
وُلدت أنطونيا في 4 يونيو 1811 في مدينة بيزو دي ريجو البُرتغالية، وَحَصلت أنطونيا على لَقبها (Ferreirinha) (وهوَ تصغير اسمها بِمعنى حَنون باللغة البُرتغالية)، وذلك لِعلمها على رعاية أسر العاملين في كروم العِنب لديها.
بَدأت أنطونيا حياتها المَهنية في صِناعة النَبيذ بَعد أن وَرثت العَديد من كروم العِنب من عائِلتها، وكانَ ولِدُها قد أعد لها قَبل وفاته زواجاً مُرتباً من ابن عمها الذي لم يكن مُهتماً من الأساس بالأسرة وكان اهتمامه يَتركز على ثروة أنطونيا، وأَنجبت مِنه أنطونيا طفلين إحداهما فَتاة وتُدعى ماريا دي أسونساو، والآخر فتى يُسمى أنطونيو برناردو فيريرا، وتَرملت أنطونيا في سِن 33، وقد شَكل هذا العُمر نقطة التَحول في حياتها نَحو صناعة النبيذ، وَقد كانَ خوسيه دا سيلفا توريس هو مُدير أعمالها، الذي أصبح في نهاية المَطاف زوجها الثاني.
كان لأنطونيا دَور كبير في صناعة النبيذ على مستوى البُرتغال، حيث قاتلت ضِد عدم وجود دعم لزراعة العِنب المَحلي في البُرتغال، مُعتمدةً في ذلك على أن أغلب النَبيذ البُرتغالي في ذاك الوَقت كان من إسبانيا، وكان لها دور أيضاً في المُساعدة في القضاء على نَوع من الآفات التي هاجمت كُرون العِنب الأوروبية في ذلك الوَقت مما أدى إلى الحِفاظ على جُزء كبير مِنها.
أهتمت أنطونيا بزراعة العِنب بشكل كَبير، حيثُ سافَرت أنطونيا إلى بريطانيا كي تتعلم التَقنيات الحديثة والفَعالة لِمُحاربة أمراض النباتات وعملت على إدخال هذه الطُرق إلى البُرتغال، وفي نَفس الوَقت تَعلمت طُرق جديدة لإنتاج النَبيذ. تُوفيت أنطونيا في 26 مارس عام 1896 وَقد خلفت وراءها ثَروة كبيرة، أهمها شَركتها الرائدة في صناعة النَبذ البُرتغالي.
وفي عام 2004 تم إنتاج مُسلسل تلفزيوني بُرتغالي خيالي يَروي قصة حياتها.